# Ibne Amira
Abu Almurrife ibne Amira (Alzira (Espanha), 1186—Tunísia, 1260) foi um historiador, poeta e jurista do Al-Andalus durante o califado Almóada.

## Vida e Obra
Ibne Amira foi cádi de Maiorca e trabalhou para o califa almóada em Valência e Sevilha. Após a tomada de Valência em 1238 exilou-se no atual Marrocos, onde continuou trabalhando para o sultão como secretário de Estado e exerceu de cádi em numerosas cidades norte-africanas. Nos seus últimos anos foi acolhido pela corte haféssida da Tunísia. 
Tratou a temática do paraíso perdido (al-firdaws al-mafqud)  durante o seu exílio em Carta a um amigo, (o também poeta ibne Alabar).